# Jim Filice
Jim Filice, född 18 november 1962 i San José, Kalifornien, är en amerikansk roadracingförare. Han körde blott 12 VM-deltävlingar i 250GP och 500GP åren 1988 till 1995, men hade en lång och framgångsrik nationell roadracingkarriär i USA. Han vann sin VM-debut i 250-klassen, USA:s Grand Prix på Laguna Seca under säsongen 1988.